# Capadòcia
|  | Per a altres significats, vegeu «Capadocia». |

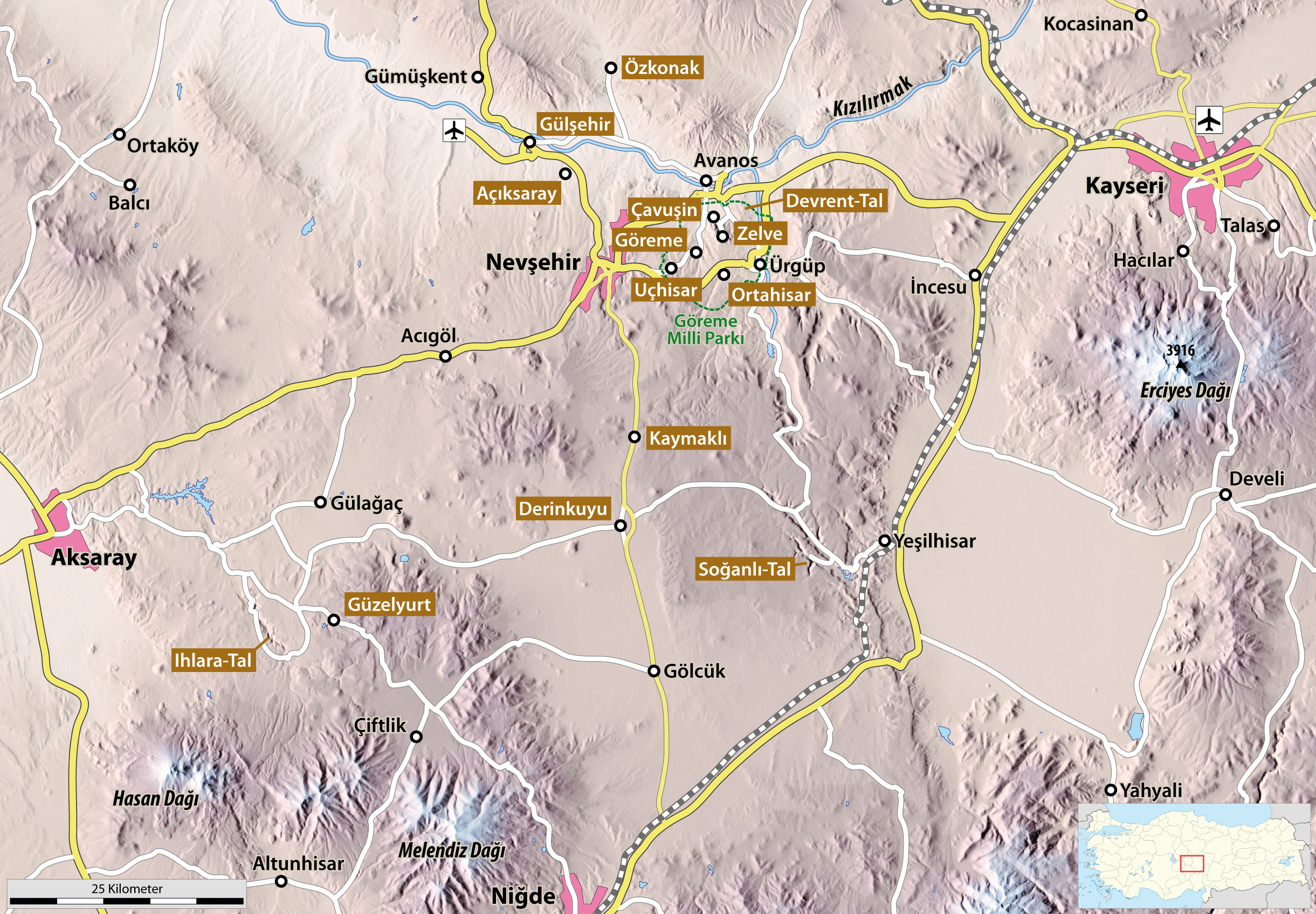
Llocs d'interès turístic

La Capadòcia (en turc: Kapadokya, del grec Καππαδοκίαés) és una regió de l'Àsia Menor, a Turquia. Limita a l'oest amb les regions històriques de Psídia i Licaònia; al sud, amb les muntanyes del Taure; a l'est, amb l'Eufrates; i al nord, amb el riu Halis.
La regió ja fou descrita pel geògraf Estrabó, en temps de l'emperador August: donà com a límits les muntanyes del Taure al sud, Aksaray a l'oest, Melitene a l'est i la mar Negra al nord. Avui dia, la regió està formada per les províncies de Nevsehir, Aksaray, Nigde, Kayseri i Kirsehir.
En part, és una regió turística de Turquia amb paisatges característics, sobretot a l'àrea a l'entorn d'Uçhisar, Göreme, Avanos, Ürgüp, Derinkuyu, Kaymakli i Ihlara. Les famoses xemeneies es van formar per l'erosió de la roca deguda al vent i l'aigua. Les xemeneies amb barret, especialment a prop d'Urgup, es caracteritzen per una forma cònica al damunt. Existeixen altres tipus de xemeneies, com les de columna i les de punta. Les principals xemeneies es troben a les valls del triangle d'Uchisar, d'Urgup i d'Avanos, entre Urgup i Sahinefendi, a la vora de la ciutat de Cat a Nevsehir, a la vall de Soğanlı a Kayseri, i al poble de Selime a Aksaray. Les corbes de les pedres són importants a les regions d'Uçhisar, Cavusin, Güllüdere, Göreme, Meskendir, Ortahisar, Kizilçukur i Pancarlik. A causa de tots aquests atractius paisatgístics i culturals, el parc nacional de Göreme i els jaciments rupestres de la Capadòcia foren declarats Patrimoni de la Humanitat per la Unesco el 1985.
Les principals muntanyes en són l'Erciyes, l'Hasandagi i el Golludag, que són volcans actius des de fa deu milions d'anys. La lava ha format el terreny de la regió dels llacs, Neogene. El riu principal n'és el Kizilirmak (el riu Vermell), i hi ha també alguns petits llacs.

## Història

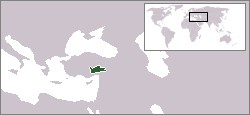
Situació de la Capadòcia respecte a Turquia i el món

Restes de cultures neolítiques s'han trobat a Köskhöyük (Nigde), Asiklihöyük (Aksaray) i a la cova de Civelek, a prop de Nevsehir. S'estan duent a terme excavacions a Asikli Höyük, una extensió dels establiments al congost d'Aksaray i Ihlara, on han aparegut exemples de les primeres ciutats amb parets pintades de rosa i groc. Enterraven els morts en posició fetal, al terra de les cases. La població era nombrosa, però no s'han trobat restes ceràmiques. Sí que s'han recollit eines d'obsidiana als túmuls de la regió, algunes figuretes, nombrosos objectes de pedra i ornamentacions de coure. Un esquelet d'una dona jove trobat a Asikli Höyük permet acreditar que se li va practicar la trepanació. L'explotació minera va anar desenvolupant-se i el país (o la rodalia) era ric en or, plata i coure, però mancava d'estany, essencial per a fer bronze.
Els assiris van establir a la regió, potser ja abans del 2000 aC o no gaire després, punts comercials avançats anomenats karum o kharum, el principal dels quals fou Kanesh Kharum, a prop de Kültepe; un altre establiment fou Kharum Hattush a Bogazköy. Aquí es comerciava amb l'estany, així com amb teixits, perfums i altres productes. Els comerciants pagaven el 10% del producte que portaven al cap local, un 5% al rei i carregaven un 30% als compradors. Els comerciants van introduir l'escriptura, els segells cilíndrics, la metal·lúrgia, l'art, la religió assíria, amb els seus déus i temples, i altres costums; les dones de la Capadòcia que es casaven amb assiris, sembla que en general conservaven els seus drets. Aquests establiments comercials foren eliminats en el segon mil·lenni (vers 1700 aC) pels hitites arribats un parell de segles abans. La població local fou absorbida pels hitites, d'origen indoeuropeu, i la capital es va establir a Hattusas (Bogazköy). Altres llocs importants n'eren Alacahöyük i Alisar. L'Imperi hitita va desaparèixer, potser per l'atac dels Pobles de la Mar, abans del 1200 aC. Un poble originari dels Balcans, els frigis, es va establir a la regió.
Vers el 1500 aC, el Regne de Kizzuwadna, que sembla fou d'origen hurrita, dominava el sud-est de l'Àsia Menor i va signar un tractat amb el rei dels hitites Tudhalias II (potser vers 1470 aC), que en reconeixia d'independència. Vers el 1400 aC, Kizzuwadna va quedar sota influència de Mitanni. Quan el rei hitita Subiluliuma I va sotmetre Kizzuwadna, vers el 1370 aC, degué utilitzar com a base de penetració la Capadòcia, i en la batalla de Kadesh (vers el 1290 aC) el rei de Kizzuwadna, probablement hurrita (els noms de molts nobles i reines coneguts són en hurrita), va ajudar amb contingents el rei hitita. Els déus hurrites van entrar llavors al panteó hitita, especialment la dea Hebat.
La regió de la Capadòcia va passar a Assíria vers el 1275 aC.
Al segle viii aC, va formar part del Regne neohitita de Tabal, que tenia per capital Kanesh (avui Kul-Tepe) i comprenia Kayseri, Nevsehir i Nigde. Alguns monuments a la roca amb jeroglífics hitites es conserven a Gülsehir.
Al 609 aC, apareix en mans de l'Imperi de Babilònia i després va pertànyer al Regne de Frígia, fins a les incursions dels cimmeris, i l'establiment del domini mede vers el 585 aC, dels quals el 546 aC va passar al naixent Imperi persa. La regió fou anomenada Katpatuka ('País dels Cavalls Bonics'), i convertida en una divisió administrativa que fou governada per sàtrapes. La llengua local i la religió foren respectades i els volcans Erciyes i Hasandagi foren declarats divins pels perses (que eren zoroastrians i adoraven el foc). Es va construir un camí des de la capital, Mazaca (més tard, Cesarea Mazaca o simplement Cesarea), fins a la costa de la mar Egea, anomenat camí Reial.
Després de la victòria d'Alexandre el Gran sobre els perses (334 i 332 aC), el govern fou encomanat al grec Sabictos, però el darrer sàtrapa, Ariarates I, es va proclamar rei el 331 aC, i va aconseguir mantenir-s'hi reconeixent-se tributari d'Alexandre, estenent-se fins a la costa de la mar Negra. A la seva mort el 322 aC, crucificat per Perdicas, lloctinent d'Alexandre, el regne va quedar integrat als dominis dels diàdocs del gran rei macedoni, però el fill d'Ariarates, aprofitant les lluites entre els diàdocs a la mort d'Èumenes de Cardia, va recuperar-ne el poder.
La satrapia de la Capadòcia depenia de la gran satrapia de Lídia, i estava formada per tres satrapies menors:

### Capadòcia a la part del Pont
Limitava a la seva part occidental i al sud amb el riu Halis (Halys), a la zona on vivien els leucosiris; aquest riu Halis la separava de les satrapies menors de Capadòcia del costat del Taure, Gran Frígia i Paflagònia. La frontera oriental s'iniciava a l'oest de Cotyora (Cotiora); el curs del límit amb Armènia Occidental no es pot determinar.

### Capadòcia a la part del Taure
Tenia al nord la satrapia menor de Capadòcia a la part del Pont i a l'est l'Eufrates; les fronteres occidentals (amb la satrapia menor de la Gran Frígia) i al sud (amb la satrapia menor de Síria) són imprecises; al sud-oest les muntanyes del Taure marcaven el límit amb Cilícia (anomenada també Cilícia a la part de mar).

### Paflagònia
Limitada a l'oest per Bitínia, a l'est pel Pont, al sud per Galàcia i al nord per la mar Negra o Euxí. La frontera occidental era el riu Parthenius i l'oriental el riu Halis. Les muntanyes Olgassis marcaven la frontera pel sud amb les seves branques del Scorobas i el Citorus.

### Regne de Capadòcia
Des del 301 aC, el regne restaurat formà part com a tributari de l'Imperi Selèucida, i la regió era coneguda pels grecs com a Leucosíria ('Síria Blanca'), fins que el 190 aC va esdevenir breument regne independent. La influència romana, tant al regne com a tota l'Àsia Menor va anar augmentant i els reis foren clients de Roma des del 188 aC, fins que fou annexionat el 17 aC i convertit en província romana.

### Integració a l'Imperi Romà
Des de la conquesta, els romans van restaurar el camí entre Capadòcia i la costa de la mar Egea, al qual van donar un ús militar i comercial. La capital, Cesarea de Capadòcia, fou una important ciutat romana, que fou atacada pels perses durant el govern de l'emperador Septimi Sever, i Gordià I va ordenar la construcció de les seves muralles. Al segle iv, seguint les ensenyances de sant Basili, bisbe de Cesarea, els cristians van començar a portar una vida monàstica a les coves de Capadòcia. Basili, el seu germà Gregori de Nisa, i el seu amic Gregori de Nazianz foren els personatges més destacats de l'època, participant tant en la vida religiosa com en la política, i és coneguda la seva reacció contra l'arrianisme, i contra el breu ressorgiment de l'apostasia amb l'emperador Julià (finals del 361 fins al 363), que va influir en el seu nomenament com a bisbe de Cesarea el 370.
Amb la divisió de l'imperi, el 395, Capadòcia va quedar en l'Imperi Romà d'Orient. A començaments del segle vii, fou teatre de ferotges guerres entre romans d'Orient i perses sassànides, que van dominar la regió temporalment. El 638, els àrabs posaren fi a l'Imperi Sassànida, però llavors la regió fou objecte d'atac per part dels omeies. Quan l'emperador Lleó III Isàuric va imposar la iconoclàstia (726), els monjos i religiosos partidaris de les icones es van refugiar a Capadòcia, on, tot i que algunes esglésies van seguir la doctrina oficial, els iconofílics podien viure sense ser molestats. La iconoclàstia va durar fins al 843.
Des del 1022 fins al 1083 fou part d'un Regne armeni centrat en l'actual Kayseri, fins que, després de la batalla de Mantziciert (1071), en què Alp Arslan va derrotar i va fer presoner l'emperador romà d'Orient Romà IV Diògenes (d'origen capadoci), fou conquerida pels seljúcides, que establiren un soldanat a Konya (1080), conegut com a Soldanat de Rum. Els seljúcides van conquerir Kayseri (1082) i van dominar Capadòcia (1083-1127). Els van seguir per un temps els danishmèndides (1127-1174) i després tornà al soldanat seljúcida de Konya o Rum (1174-1243). En aquest període, es van construir mesquites, madrasses, tombes, estacions de caravanes, i es van reconstruir ciutats destruïdes o malmeses, com Nigde o Aksaray. El patriarca de Cesarea va continuar en funcions i mantenint la seva autoritat espiritual.
El 1243, Capadòcia va passar als mongols de Pèrsia (Il-kan) i el 1336 els turcmans hi van establir un emirat independent conegut com a beilicat d'Eretna; el 1380, fou conquerit per un emirat veí i el 1398 pels otomans. La dominació tamerlànida (1401) fou efímera, i va tornar als otomans. Després de la I Guerra Mundial, la regió restà en poder dels turcs. La minoria dels kizilbaixis hi té alguna presència.